# Балви
Балви (лет. Balvi, рус. Балвы) је један од значајних градова у Летонији. Балви је седиште истоимене општине Балви.

## Природни услови
Балви је смештен у источном делу Летоније, у историјској покрајини Латгалији. Од главног града Риге град је удаљен 220 километара источно.
Град Балви се сместио у равничарском подручју, на приближно 120 метара надморске висине. Град се развио на истоименог језера, које највеће у датом делу државе.

## Историја
Први помен Балвија везује се за средњи век (1224. г.). Међутим, насеље је дуго било село, а градска права добило је 1928. године.

## Становништво
Балви данас има мање од 9.000 становника и последњих година број становника опада.
Матични Летонци чине већину (70%) градског становништва Балвија, док остатак чине махом Руси (23%).